# Province de Khorezm
La province de Khorezm (en ouzbek : Xorazm viloyati) est une des 12 provinces de l'Ouzbékistan. Sa capitale administrative est la ville d'Ourguentch.
La province de Khorezm s'étend sur 6 300 km2 dans l'ouest de l'Ouzbékistan. Elle est bordée au nord par la république de Karakalpakstan, à l'est par la province de Boukhara, au sud et à l'ouest par le Turkménistan.
Située dans la région historique du Khorezm, la province compte sur son sol les villes historiques d'Ourguentch et de Khiva.

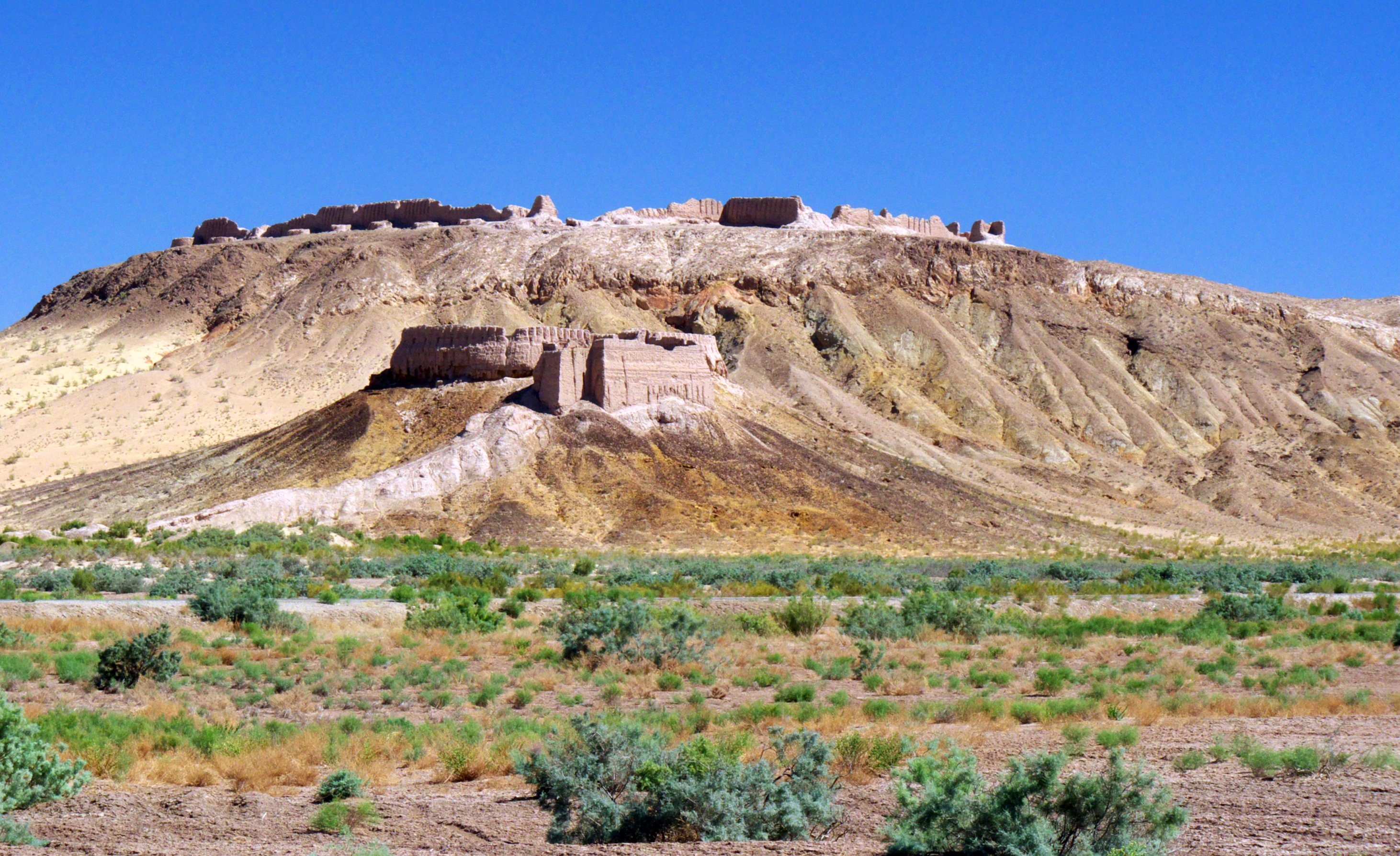
Ayaz Kala

## Dirigeants
| Nom                     | de               | à                |
| ----------------------- | ---------------- | ---------------- |
| Marks Jumaniyozov       | 4 janvier 1992   | 1996             |
| Iskandar Yusupov        | 1996             | 26 mars 1999     |
| Islom Bobojonov         | 26 mars 1999,    | 18 février 2008  |
| Ollobergan Olloberganov | 18 février 2008  | 24 janvier 2012  |
| Poʻlat Bobojonov        | 24 janvier 2012  | 4 septembre 2017 |
| Ilgizar Sobirov         | 4 septembre 2017 | 21 avril 2018    |
| Farhod Ermanov          | 21 avril 2018    | actuel           |

### Histoire
- Civilisation de l'Oxus (2300-1700), complexe archéologique bactro-margien (BMAC)[13],[14]

- Transoxiane (Outre-Oxus, delta de l'Amou-Daria, mer d'Aral), Sogdiens, Scythes, Bactriens, Samarcande, Boukhara
- Royaume gréco-bactrien (246-129)
- Chorasmie antique (de) (oasis, irrigation, coton, commerce, zoroastrisme)
- Conquête musulmane de la Transoxiane (673-751)

- Hystaspès
- Khwarezm
- Empire khwarezmien (1077-1231)
- Invasion mongole de l'Empire khwarezmien (1218-1221)
- Histoire de l'Asie centrale